# Afriquia
 Afriquia S.A. oder Afriquia SMDC (Société marocaine de distribution de carburant) ist ein marokkanisches Unternehmen mit Sitz in Casablanca. Es vertreibt Kraftstoffe und Schmiermittel und betreibt das größte Tankstellennetz in Marokko. Es ist eine Tochtergesellschaft der Akwa Group und verfügt über die Tochtergesellschaft Afriquia Gaz. Das Tankstellennetz in Marokko besteht aus 490 Stationen. Der Marktanteil bei Kraftstoffen beträgt 39 %, bei Schmierstoffen 20 % (Stand 2022).

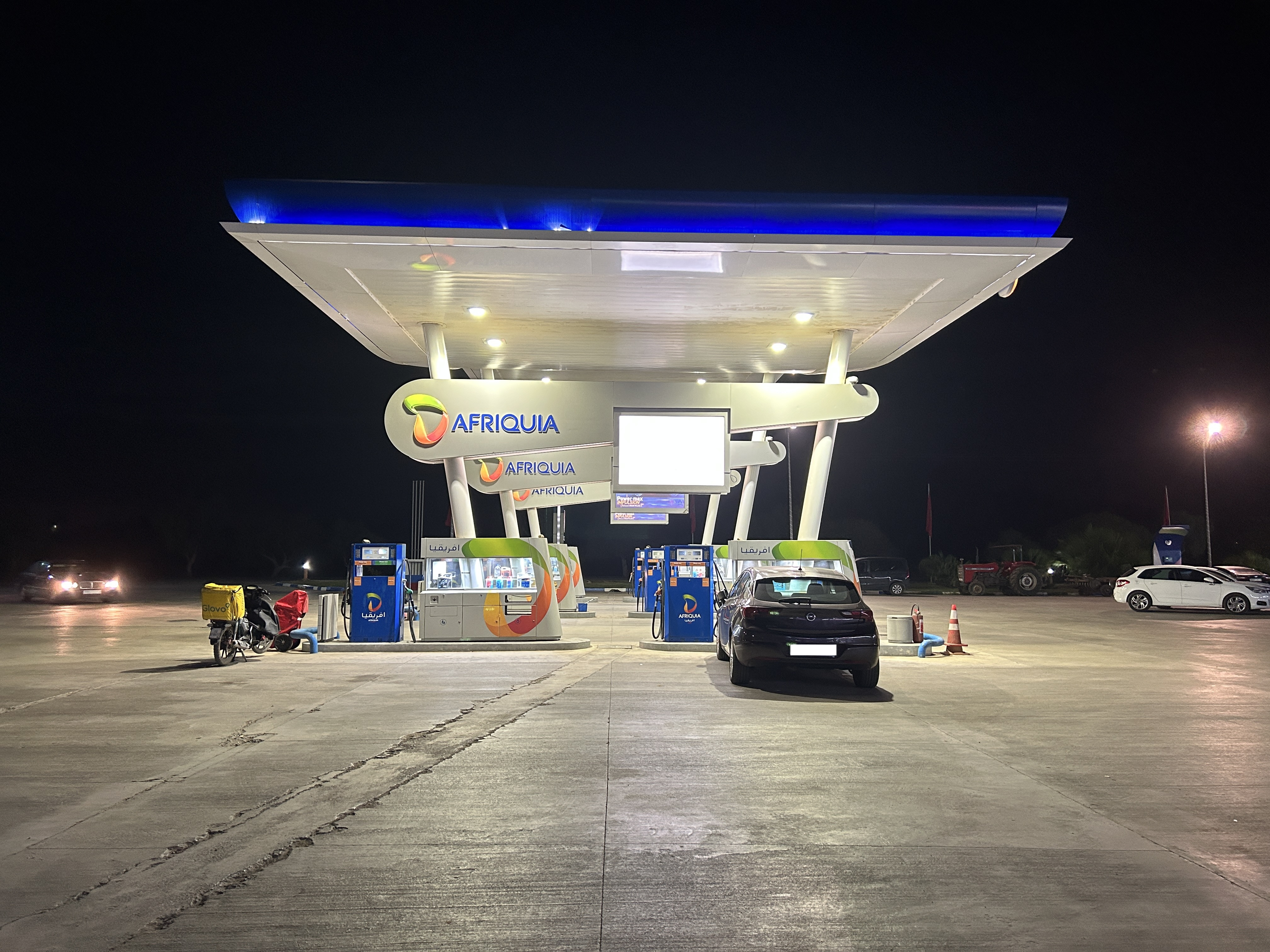
Tankstelle von Afriquia in Bouznika

Die Aktien sind an der Bourse de Casablanca notiert.

## Geschichte
Das Unternehmen Afriquia SMDC wurde 1959 von Ahmed Oulhaj Akhannouch und Haj Ahmed Wakrim gegründet. Es war Marokkos erstes Kraftstoffvertriebsunternehmen. 1962 erwarb Afriquia SMDC ein Lagerhaus in Casablanca, das zweitgrößte des Landes mit 286.000 m³. 1965 startete Afriquia SMDC mit der Gründung von Afriquia Gaz in den Gashandel. 1972 begann der Handel mit Schmierstoffen. Die Übernahme der Oismine Group (Eigentümer des Somepi Tankstellen-Netzwerks) im Jahr 2005 machte Afriquia zum Marktführer im Vertrieb von Kraftstoffen in Marokko. 2007 unterzeichneten Afriquia und Chevron Texaco eine Partnerschaft zur Konsolidierung ihres Schmierstoffgeschäfts in Marokko. Damit beendete Afriquia seine historische Schmierstoffpartnerschaft mit dem französischen Mineralölkonzern Elf Aquitaine. Im gleichen Jahr begann der Bau eines Kohlenwasserstofflagers in Tanger, das 2011 eingeweiht wurde. Im Jahr 2009 wurde Super bleifrei im gesamten Netzwerk eingeführt. 2012 erhielten die Oasis Café Restaurants und Mini Brahim Minimärkte ein neues Design. 2014 wurde der Club Afriquia gegründet (ein Treue- und Bindungselement).